# Landois-Denkmal

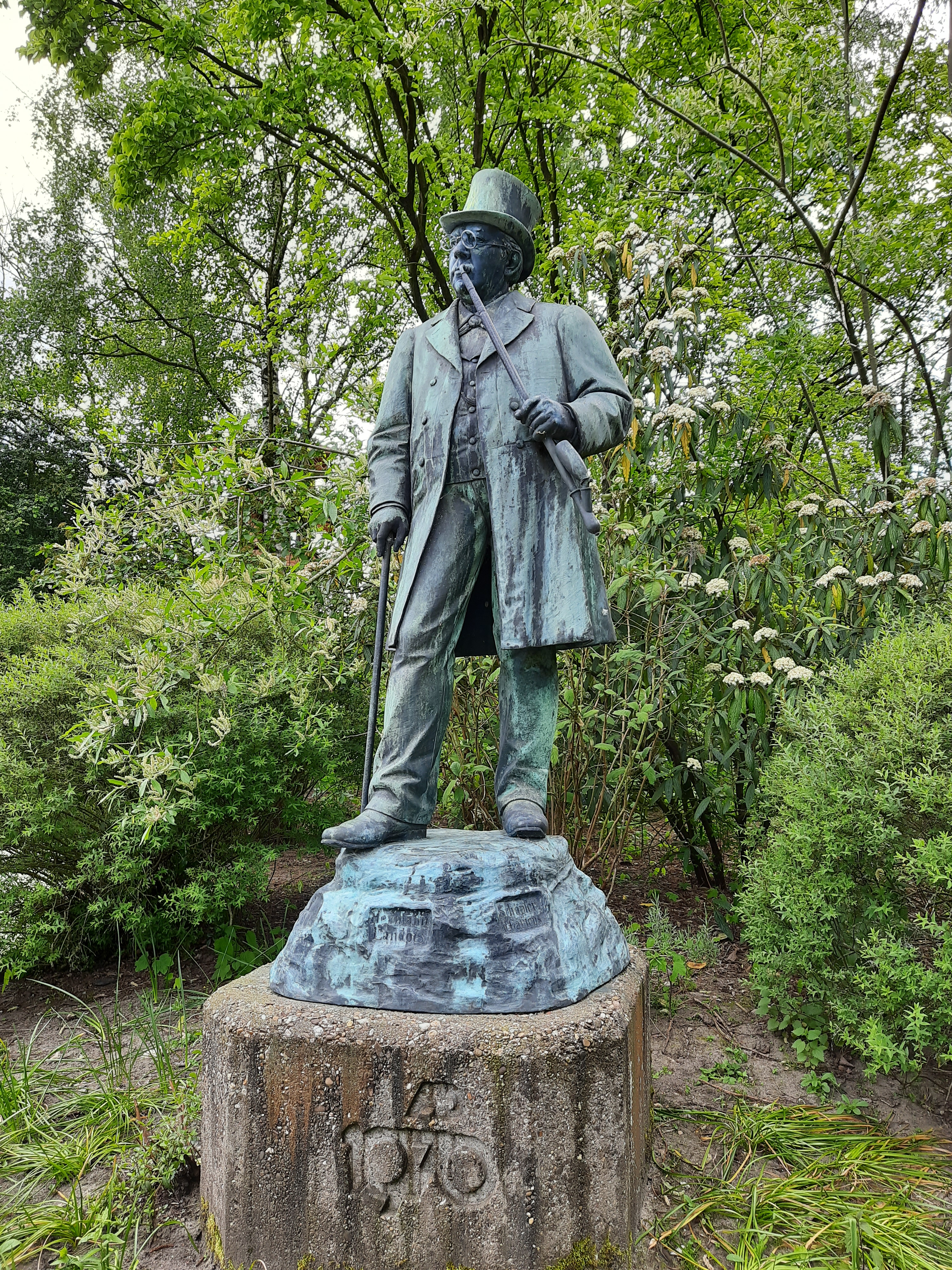
Das Landois-Denkmal im Allwetterzoo, geschaffen vom Bildhauer August Schmiemann (Münster)

Das Landois-Denkmal im Allwetterzoo Münster ist ein Denkmal für den deutschen Zoologieprofessor Hermann Landois (1835–1905), den Gründer des Westfälischen Zoologischen Gartens zu Münster.

## Geschichte
Das Denkmal wurde aus Anlass des 25-jährigen Bestehens des Zoologischen Gartens („Silberhochzeit“) vom Münsteraner Bildhauer August Schmiemann im Jahr 1900 geschaffen. Es zeigt den Professor in typischer Pose mit Zylinder, Pfeife und Gehstock. Materialtechnisch handelt sich um eine Galvanoplastik. Die aus Gips hergestellte Figur ist mit Metall überzogen. Die Ausführung erfolgte in der Galvanoplastischen Kunstanstalt Geislingen (WMF).
Dass sich Landois das Denkmal schon zu Lebzeiten selbst setzte, sorgte für viel Diskussionsstoff in und um Münster. Landois selbst hielt die Einweihungsrede. Als vermessen und arrogant empfand man dieses Vorgehen. Dennoch konnte der „alte“ Zoo an der heutigen Himmelreichallee am Tag der Einweihung die Besuchermassen kaum fassen.
Enthüllt wurde es am 8. Dezember 1900 vor der Tuckesburg, dem Wohnsitz Landois’. Vermutlich um Diskussionen um sein eigenes Denkmal entgegenzuwirken, wurden kurz darauf von Landois „Denkmäler“ für weitere Naturwissenschaftler angekündigt. Es handelt sich um Relief-Medaillons für Dr. Fritz Westhoff, Prof. Dr. Bernard Altum, Ferdinand von Droste zu Hülshoff und Dr. Anton Karsch, die ebenfalls bei Schmiemann in Auftrag gegeben wurden. Seit dem Umzug des Zoos an den Aasee im Jahr 1974 steht das Denkmal am Landois-Platz im Allwetterzoo Münster.
Zwei Besonderheiten wurden für den vogelfreundlichen Professor umgesetzt: Der Zylinder des Standbildes ist mit einer leichten Vertiefung ein gern genutztes Vogelbad. Auf der Rückseite der Kopfbedeckung befindet sich ein Einflugloch für Vögel, so dass der Zylinder als Nistkasten dient.
Dazu passt der Ausspruch Landois’: „Well’t von vüörn nich lieden kann, magt Achterdeel betrachten.“